# 刘遐
劉遐（—326年7月20日），字正長，廣平易陽人，冀州刺史邵續女婿。西晉末年天下大亂時，劉遐擔任塢主，駐扎於黃河和濟水之間，多次抵禦盜賊進攻。後來劉遐派使者請求受司馬睿節度，受到司馬睿讚賞，任命其為龍驤將軍、平原內史。建武年間，司馬睿任命其為下邳內史，保留將軍職務。
當時沛人周堅與同郡人周默四處劫掠，後來周默向祖逖投降，周堅大怒，於是襲殺周默，石勒派遣軍隊馳援周堅。朝廷下詔讓劉遐擔任彭城內史，與徐州刺史蔡豹、太山太守徐龕一同討伐周堅，結果周堅戰敗逃走，朝廷又任命劉遐擔任臨淮太守。徐龛嫉妒刘遐功劳在自己之上而反晉，徐龛被消滅后，刘遐被任为北中郎將、兗州刺史。
王含發動叛亂後，劉遐與蘇峻一同前往京都建康馳援朝廷。劉遐又隨丹陽尹溫嶠追擊王含至淮南，王含被鎮壓後，劉遐被封為泉陵公，升任散騎常侍、監淮北軍事、北中郎將、徐州刺史、假節，鎮守淮陰。咸和元年（326年）劉遐去世後，朝廷追贈其安北將軍。
後人輯錄其作品，共有《刘遐集》五卷。 　

## 延伸阅读
[在维基数据编辑]
 《晉書·卷081》，出自房玄齡《晉書》